# Detective Chinatown 2
Detective Chinatown 2 (Chinees: 唐人街探案 2; pinyin: Tángrénjiē tàn àn 2) is een Chinese komische actiefilm uit 2018, geregisseerd door Chen Sicheng. De film is het vervolg op Detective Chinatown uit 2015.

## Verhaal
Wanneer oom Qi, de peetvader van Chinatown in New York, verdwijnt, ontstaat er al snel een moordonderzoek. Het duo Tang en Qin werkt opnieuw samen en ditmaal krijgen ze hulp van de International Detective Alliance.

## Rolverdeling
| Acteur               | Personage             |
| -------------------- | --------------------- |
| Wang Baoqiang        | Tang Ren              |
| Liu Haoran           | Qin Feng              |
| Xiao Yang            | Song Yi               |
| Natasha Liu Bordizzo | Officier Chen Ying    |
| Shang Yuxian         | Kiko                  |
| Brett Azar           | Wild Bull Billy       |
| Bai Ling             | Aaimali Kunana        |
| Benja Kay Thomas     | Detective Charlene    |
| Wang Xun             | Lu Guofu              |
| Yang Jinci           | Malian                |
| Yuen Wah             | Mou Jau-kin           |
| Satoshi Tsumabuki    | Hiroshi Noda          |
| Michael Pitt         | Dr. James Springfield |
| Kenneth Tsang        | Qishu (oom Qi)        |

## Prijzen en nominaties
De belangrijkste:
| Jaar | Prijs                         | Categorie                               | Genomineerde(n)                         | Uitslag  |
| ---- | ----------------------------- | --------------------------------------- | --------------------------------------- | -------- |
| 2018 | Beijing Student Film Festival | Studentenkeuzeprijs voor favoriete film | Studentenkeuzeprijs voor favoriete film | Gewonnen |